# Uniwersytet w Reykjavíku
Uniwersytet w Reykjavíku (isl. Háskólinn í Reykjavík, ang. Reykjavík University) – prywatny uniwersytet w Reykjavíku, stolicy Islandii działający od 1998 roku. Uniwersytet jest spółką non-profit, której właścicielami są Islandzka Izba Handlowa (Sjálfseignarstofnun Viðskiptaráðs um viðskiptamenntun, SVÍV), Federacja Przemysłu Islandzkiego (Samtök iðnaðarins, SI) oraz Federacja Islandzkich Pracodawców (Samtök atvinnulífsins, SA).
Główny budynek uniwersytetu powstał w 2010 roku w południowo-zachodniej części miasta w sąsiedztwie portu lotniczego Reykjavík, geotermalnej plaży Nauthólsvík oraz obszaru rekreacyjnego Öskjuhlíð z budynkiem Perlan.
W 2021 roku na Uniwersytecie w Reykjavíku studiowało 3246 studentów. W jego skład wchodzi siedem wydziałów: informatyki, inżynierii, zarządzania biznesem, prawa, inżynierii stosowanej, psychologii oraz wychowania fizycznego.